# La Coquille

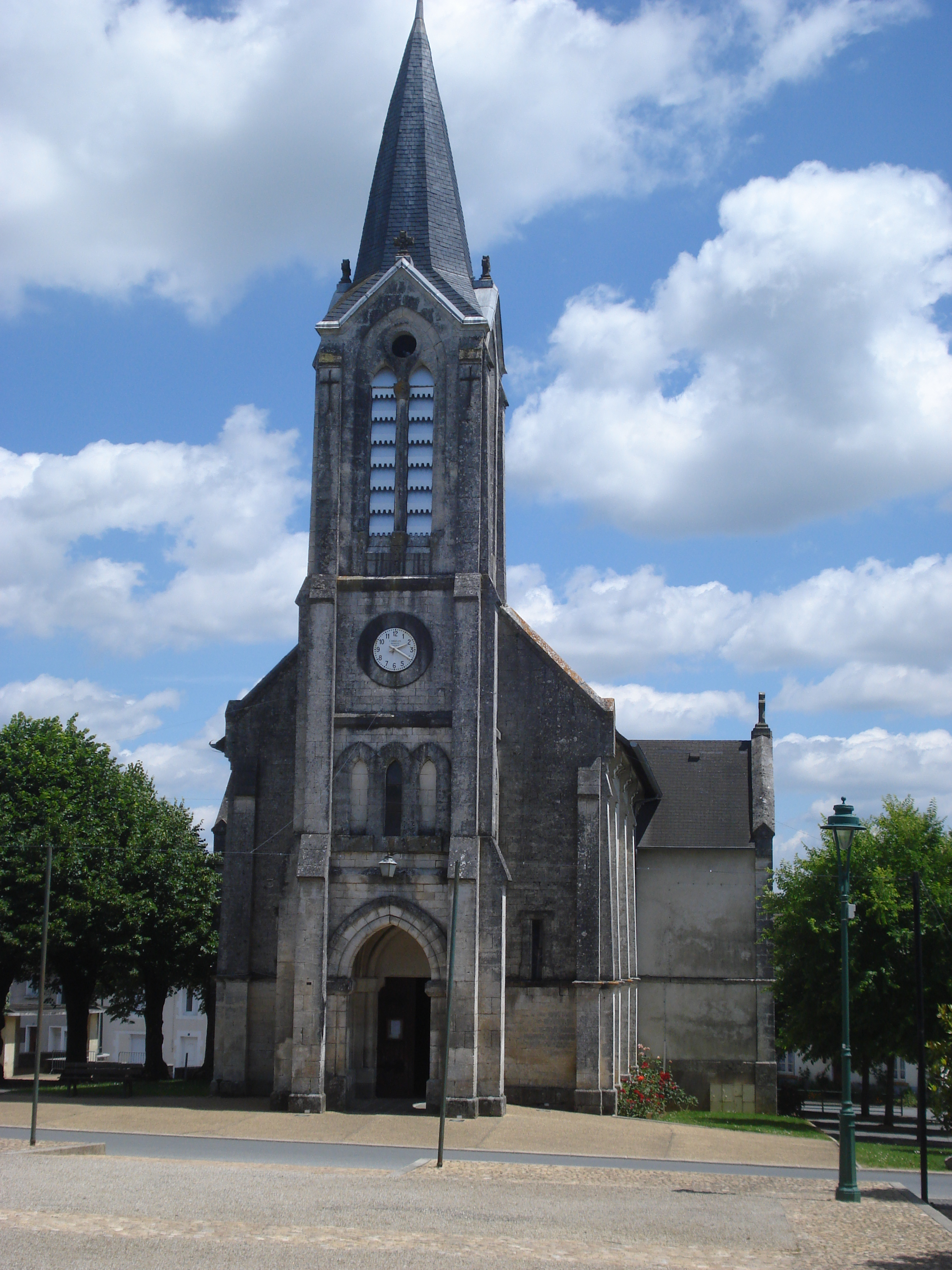
Nhà thờ La Coquille

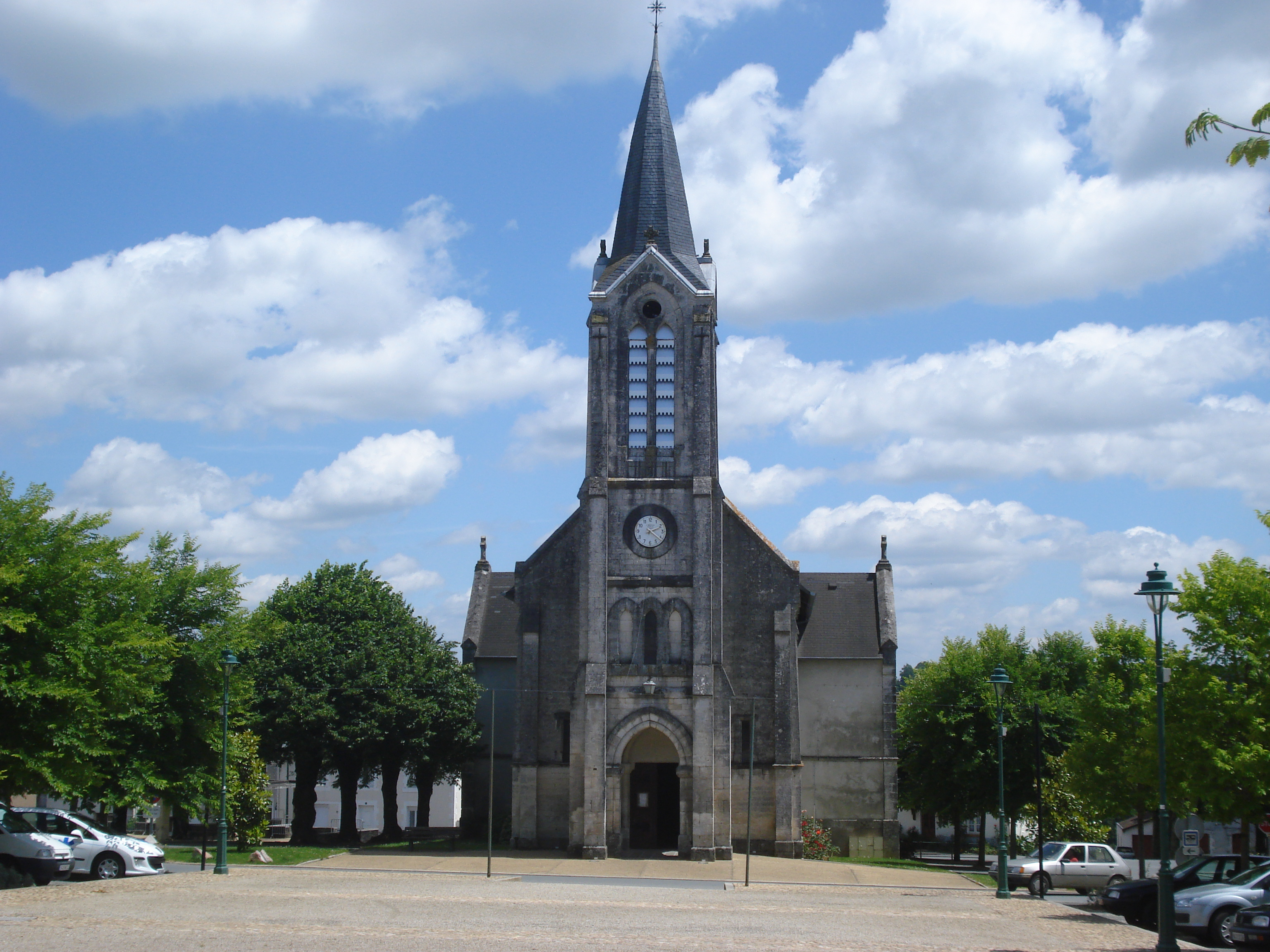
Nhà thờ

La Coquille (tiếng Occitan là La Coquilha) là một xã của Pháp, nằm ở tỉnh Dordogne trong vùng Aquitaine của Pháp.

## Thông tin nhân khẩu
| Năm    | 1962  | 1968  | 1975  | 1982  | 1990  | 1999  | 2004  |
| ------ | ----- | ----- | ----- | ----- | ----- | ----- | ----- |
| Dân số | 1 531 | 1 556 | 1 692 | 1 575 | 1 515 | 1 489 | 1 407 |